# Aboyne Castle

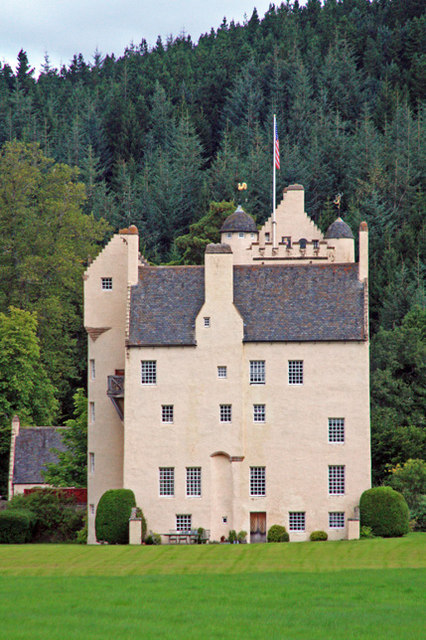
Aboyne Castle

Aboyne Castle (historisch: castrum de Obeyn; weitere Namen: Castle Of Aboyne oder Aboyne Castle Policies; ebenso Bonty Castle oder Bunty Castle) ist eine Burg 1,2 km nördlich des Dorfes Aboyne in der schottischen Grafschaft Aberdeenshire. Der Standort der Burg aus dem 13. Jahrhundert wurde nach strategischen Gesichtspunkten in der Nähe des Flusses Dee gewählt, sodass von dort aus das nördliche Ende einer der Mounthüberquerungen kontrolliert werden konnte. Aboyne Castle war früher verfallen, aber der derzeitige Marquess of Huntly ließ es 1979 restaurieren.

## Architektur
Die Niederungsburg ließ Walter Bisset um 1233 als Motte errichten. König Eduard I. von England befahl 1307 ihre Befestigung. Später wurde sie durch einen steinernen Donjon ersetzt. 1671 ließ Charles Gordon, 1. Earl of Aboyne, den Westflügel als Wohnturm neu bauen; Teile davon sind heute noch sichtbar. Ein Landhaus wurde 1701 hinzugefügt, ein Ostflügel 1801. 1869 wurde der Küchentrakt verbessert, er erhielt Granit und Staffelgiebel. Das Landhaus ließ in den 1880er-Jahren Sir Cunliffe Brooks modernisieren, indem er Zierteile in baronalem Stil hinzufügen ließ. George Truefitt führte in der zweiten Hälfte des 19. Jahrhunderts Restaurierungsarbeiten durch. 1986 baute Ian Begg es um.

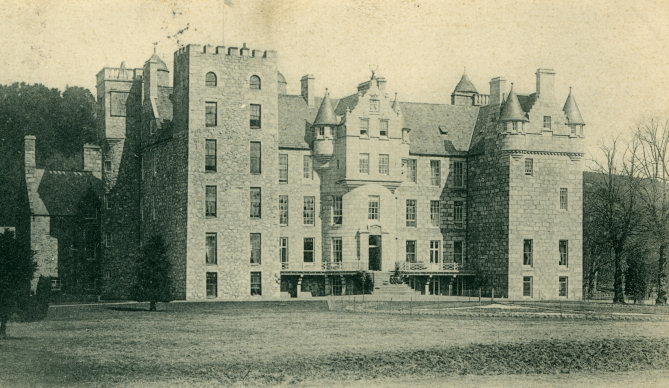
Historisches Foto der Burg (vor 1920).

Die Burg hat drei Hauptgeschosse, einen Keller und ein Dachgeschoss. Die Ostfassade ist symmetrisch, wogegen die Nord- oder Eingangsfassade, die Südfassade und die Westfassade asymmetrisch sind. Zwischen dem zweiten und dem dritten Fenster an der Nordfassade befindet sich ein Wappenschild, ebenso ein Dachschmuck aus Eisen und ein Wetterhahn. Es gibt einen baronalen Wohnturm und einen winkligen Turm im Nordwesten, einen vierstöckigen Keller und einen Dachgeschossturm im Norden. Der älteste Teil der Burg ist der Nordwestteil, der einen fünfstöckigen Rundturm mit quadratischem Aufbau und Balustrade besitzt. Dieser Turm wurde später im Nordosten nachgebaut. Die Burg in geharlt und gekalkt. Die Dachüberstände sind grob, es gibt etliche Tourellen, und möglicherweise einen Geheimgang und einen Mönchsraum.
Die Burg hat eine Reihe von Fenstern mit Butzenscheiben und ein graues Schieferdach mit Firstplatten. Der Eingang zum Hauptgeschoss führt über steinerne Stufen und Holztüre mit Butzenscheiben befindet sich rechts im Keller. Direkt nördlich der Burg liegt eine geharlte Mauer mit einem darin eingeschlossenen Hof.

## Besitzer
1242, nach der Ausweisung aus Schottland von John und Walter Byset aus dem Clan Bisett, die des Mordes an Patrick, Earl of Atholl, in Haddington beschuldigt wurden, fiel Aboyne Castle im selben Jahr an den Templerorden. Dann fiel es an die Fransers von Cowie, bevor es um 1355 – diesmal durch Heirat – an Sir William de Keith, Great Marischal von Schottland fiel. 1449 brachte De Keiths Urenkelin, Joan, die Burg in die Ehe mit Alexander Gordon, 1. Earl of Huntly, mit. Derzeitiger Eigner ist der Marquess of Huntly, dessen Familie Aboyne Castle seit Anfang des 15. Jahrhunderts besitzt.

## Anwesen
Auf beiden Seiten des Flusses gibt es große Anpflanzungen, z. B. Zierpflanzungen am Loch of Aboyne.
Am Upper Dee dient das Anwesen von Aboyne Castle als Gebiet zum Fliegenfischen. Dort wird in Übereinkunft mit dem Glen Tanar Estate (Craigendinnie Beat) gefischt. Innerhalb er Aboyne Castle Policies gibt es den künstlich angelegten Loch of Aboyne mit Inseln, 3 × 2 1/3 Fur groß. Der Burn von Aboyne hat seinen alten Namen Allach nur in der Nähe der Burg behalten, wo die Allach Bridge über den Burn gebaut wurde.

## Reliquie
Der Formaston Stone, eine geschichtlich wichtige Reliquie, wird im Aboyne Castle aufbewahrt. Er stammt aus der Zeit zwischen 800 und 1000, hat ein Spiegelsymbol, ein Keltenkreuz und eine Ogham-Inschrift.

## Erhaltung
Aboyne Castle mit seiner Auffahrt, seinem Hof und seinen nördlichen Begrenzungsmauern wurde am 24. November 1972 als historisches Bauwerk der Kategorie B gelistet. Ebenso wurden verschiedene andere Einrichtungen dort gelistet, z. B. der eingefriedete Garten aus dem 19. Jahrhundert, das Gartenhaus und das Wee House, die seit 30. März 2000 als historische Bauwerke der Kategorie C(s) gelten, sowie die Allach Bridge mit drei Segmentbögen, die 1787 aus grauem Granit gemauert wurde und ebenfalls seit 30. März 2000 als historisches Bauwerk der Kategorie B geführt wird.